# Odontophorus guttatus

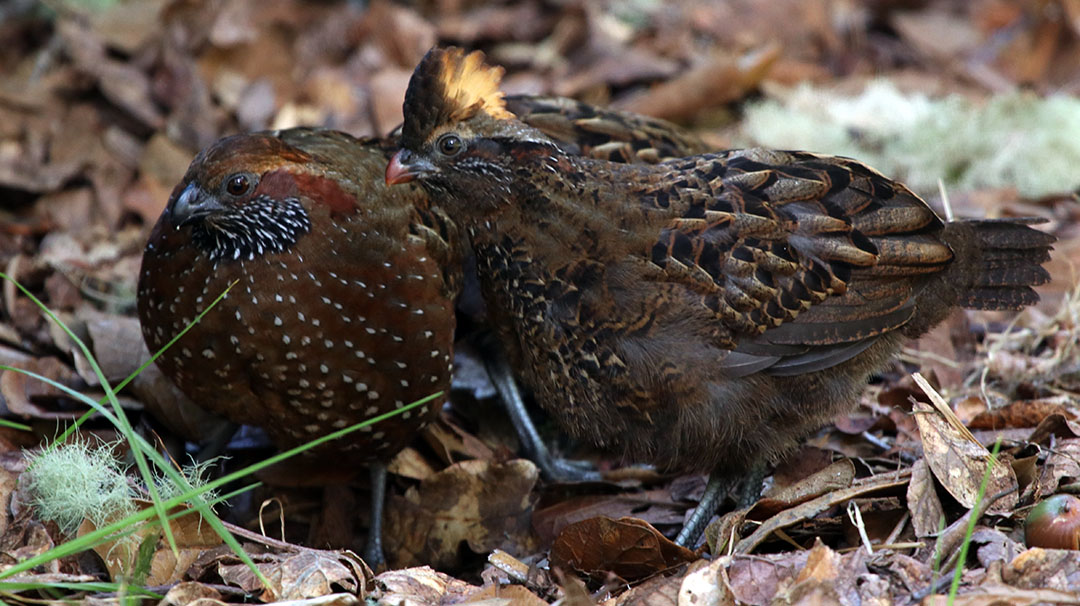
Quaglie nella foresta pluviale (Cerro de la Muerte, Costa Rica) 2920 m slm

La quaglia boschereccia macchiata (Odontophorus guttatus (Gould, 1838)), è un uccello della famiglia Odontophoridae diffuso in America centrale.